# Hans Christian Sørensen
Hans Christian Sørensen (-Drigstrup) (Drigstrup, 1900. október 11. – Drigstrup, 1984. január 23.) olimpiai ezüstérmes dán tornász.
Az 1920. évi nyári olimpiai játékokon indult tornában és a svéd rendszerű csapat összetettben ezüstérmes lett.
Klubcsapata a DDS&G's Hold volt.